# Quận Oakland, Michigan
Quận Oakland một quận thuộc tiểu bang Michigan, Hoa Kỳ. Theo điều tra dân số năm 2000 của Cục điều tra dân số Hoa Kỳ năm 2000, quận có dân số 1.205.508 người. Quận lỵ đóng ở Pontiac.6 Quận Oakland thuộc vùng đô thị Detroit; dù thành phố Detroit nằm ở quận Wayne lân cận, phía nam của 8 Mile Road. Quận Oakland có 62 thành phố, làng và thị trấn. Các cộng đồng này gồm dân cổ cồn xanh, các khu ngoại ô vành đai trong như Ferndale và Hazel Park, đến các thành phố giàu như Farmington Hills, Troy, Birmingham, Bloomfield Hills, Walled Lake, Novi, West Bloomfield Township, Rochester Hills, và Oakland Charter Township. Các thành phố cổ cồn xanh Troy, Southfield, Farmington Hills, và Auburn Hills có nhiều công ty trong bảng Fortune 500. Các thành phố Royal Oak, nơi có Vườn thú Detroit.
Thành phố Madison Heights có nhiều thị trường thực phẩm thuộc sở hữu của những người từ Việt Nam và Hàn Quốc

## Địa lý
Theo Cục điều tra dân số Hoa Kỳ, quận có diện tích 2352 km2, trong đó có 35 km2 là diện tích mặt nước.

### Quận giáp ranh
- Quận Lapeer (đông bắc)
- Quận Genesee (tây bắc)
- Quận Macomb (đông)
- Quận Wayne (đông nam)
- Quận Washtenaw (tây nam)
- Quận Livingston (tây)

## Thông tin nhân khẩu
Theo điều tra dân 2 năm 2000, quận đã có dân số 1.194.156 người, 471.115 hộ gia đình, và 315.175 gia đình sống trong quận hạt. Mật độ dân số là 1.369 người trên một dặm vuông (528/km ²). Có 492.006 đơn vị nhà ở mật độ trung bình của 564 trên một dặm vuông (218/km ²). Cơ cấu chủng tộc của quận gồm 82,75% người da trắng, 10,11% da đen hay Mỹ gốc Phi, 0,27% người Mỹ bản xứ, 4,14% người Mỹ gốc Á, 0,02% các đảo Thái Bình Dương, 0,84% từ các chủng tộc khác, và 1,86% từ hai hoặc nhiều chủng tộc. 2,43% dân số là người Hispanic hay Latino thuộc một chủng tộc nào. Về tổ tiên, 14,4% người Đức, gốc Ailen 9,0%, 8,5% gốc Anh, gốc Ba Lan 8,5%, 5,7% và 5,5% gốc Ý của Mỹ bản địa, theo điều tra dân số năm 2000. 87,4% nói tiếng Anh, tiếng Tây Ban Nha 2,0%, 1,3% và 1,0% nói lần lượt tiếng Syriac tiếng Ả Rập là ngôn ngữ đầu tiên của họ.
Các điều tra dân số năm 2000 cho thấy hai bộ lạc người Mỹ bản địa với hơn 1.000 thành viên ở quận Oakland. Có 2.095 người Cherokee và 1.458 Chippewa.
Các cộng đồng người Do Thái của thành phố Detroit, với dân số 72.000, là cộng đồng người Do Thái lớn thứ 21 ở Mỹ. Cộng đồng này là tập trung ở quận Oakland, đặc biệt là ở Tây Bloomfield, Bloomfield Hills, Farmington Hills và Huntington Woods.
Có 471.115 hộ gia đình, trong đó 32,40% có trẻ em dưới 18 tuổi sống chung với họ. 54,20% là đôi vợ chồng ở với nhau, 9,50% có một chủ hộ nữ không có chồng hiện tại, và 33,10% là các gia đình không. 27,30% hộ gia đình đã được tạo ra từ các cá nhân và 8,50% có người sống một mình 65 tuổi hoặc lớn tuổi hơn là người. Cỡ hộ trung bình là 2,51 và cỡ gia đình trung bình là 3.09.
Trong số những người Mỹ gốc Á, tám nhóm dân tộc đã có hơn 1.000 thành viên trong quận. Nhiều nhất là người gốc Ấn Độ, với 20.705 dân. Tiếp theo là người gốc Hoa 10.018 người. Tiếp theo là những người Nhật (5589), Philippines (5450) Hàn Quốc (5351), người Việt (1687), Pakistan (1458) và Hmong (1.210).
Dân số của quận đã được trải ra về tuổi tác, với 25,20% số người dưới độ tuổi 18, 7,20% 18-24, 32,40% 25-44, 23,90% từ 45 đến 64, và% 11,30 người đã được 65 năm tuổi trở lên. Độ tuổi trung bình là 37 năm. Đối với mỗi 100 nữ có 95,90 nam giới. Đối với mỗi 100 nữ 18 tuổi trở lên, đã có 92,70 nam giới.
Thu nhập trung bình cho một hộ gia đình trong quận đã được $ 61.907, và thu nhập trung bình cho một gia đình là 75.540 USD (các con số này đã tăng lên 62.308 USD và 79.589 USD tương ứng là của một ước tính năm 2009 ). Phái nam có thu nhập trung bình $ 55.833 so với 35.890 $ đối với phái nữ. Mức thu nhập bình quân đầu người là 32.534 USD. Có 3,80% gia đình và 5,50% dân số sống dưới mức nghèo khổ, trong đó có 6,50% những người dưới 18 tuổi và 6,50% của những người 65 tuổi hoặc hơn.
Trong năm 2009, Cục điều tra dân số Mỹ ước tính rằng người da trắng không phải gốc Tây Ban Nha (bao gồm cả người Ả Rập và Chaldeans) được hình thành 76,8% dân số; người Mỹ gốc Phi, 12,5%;-Mỹ gốc Á, 5,7% và Tây Ban Nha hoặc La tinh người (của bất kỳ cuộc đua), 3,2%.